# Sockerrörsmal
Sockerrörsmal (Opogona omoscopa) är en fjärilsart som beskrevs av Edward Meyrick 1893. Sockerrörsmal ingår i släktet Opogona och familjen äkta malar. Arten förekommer tillfälligt i Sverige, men reproducerar sig inte. Inga underarter finns listade i Catalogue of Life.

## Bildgalleri

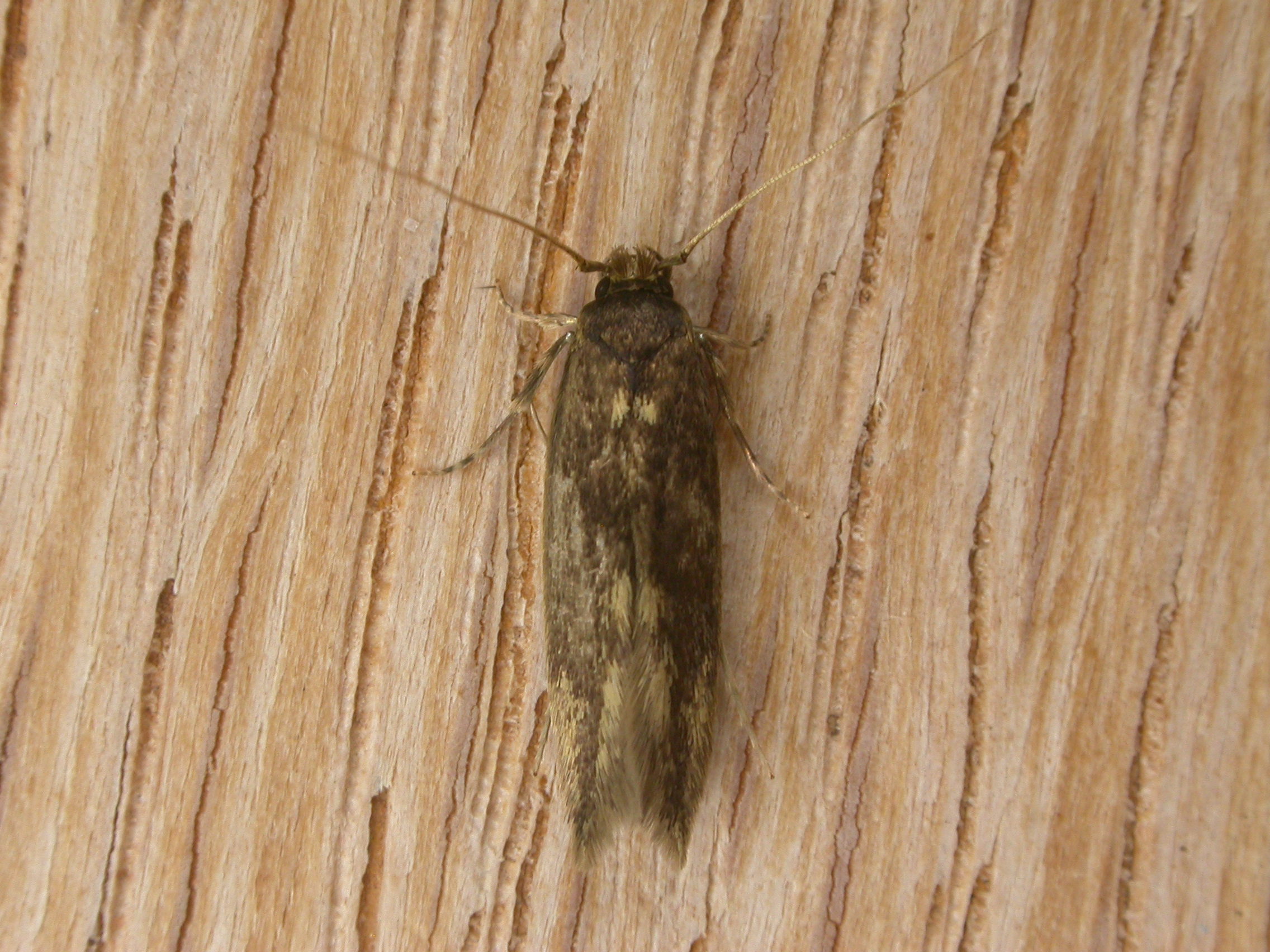
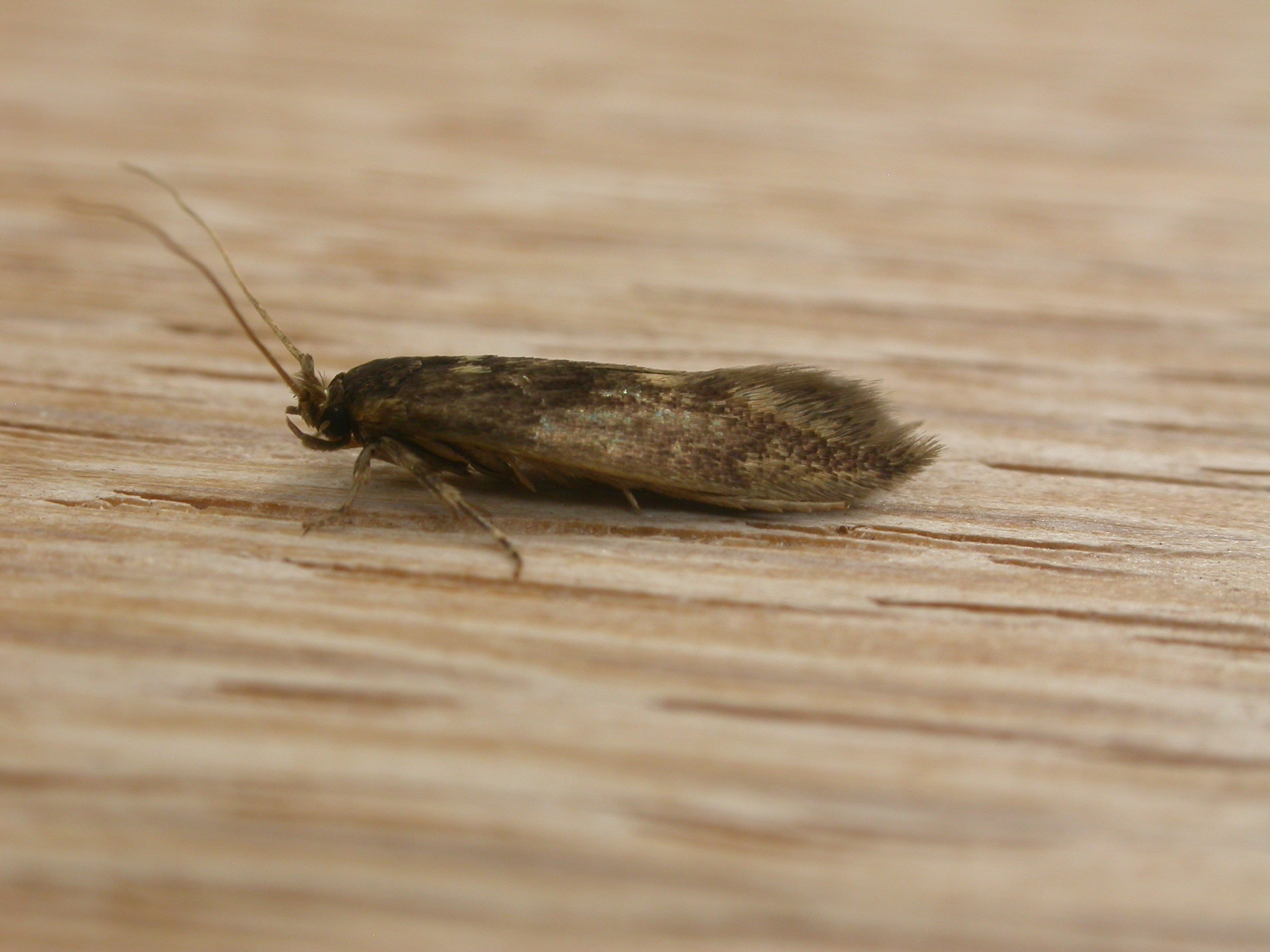
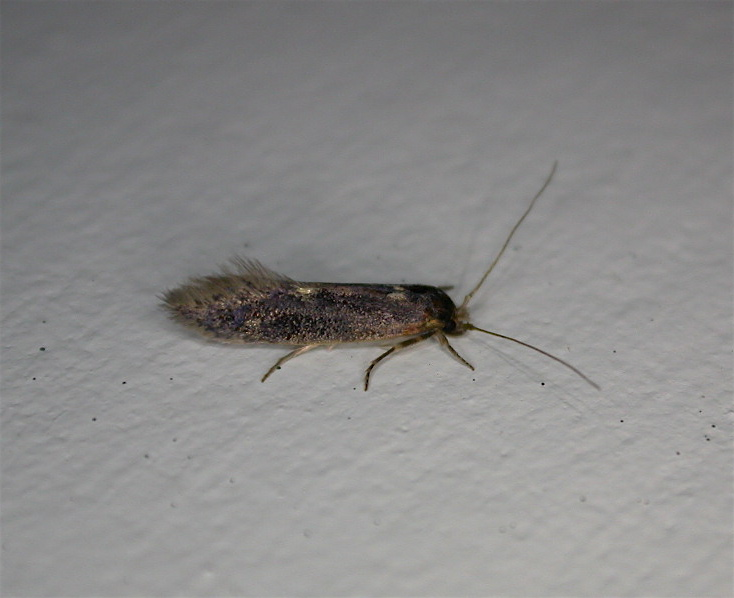